# Коста (Брянская область)
Коста — хутор в Почепском районе Брянской области в составе Речицкого сельского поселения.

## География
Находится в центральной части Брянской области на расстоянии приблизительно 4 км на юго-запад по прямой от районного центра города Почеп.

## История
Упоминается с конца XVIII в.; с 1861 до 1929 в Почепской волости (в том числе до 1918 — в составе Мглинского уезда). До Великой Отечественной войны преобладало украинское население. На карте 1941 года отмечен как поселение с 20 дворами.

## Население
Численность населения: 90 человек в 1926 году, 32 человека (русские 94 %) в 2002 году, 17 в 2010.